# Keen Games
 (juin 2019).
Si vous disposez d'ouvrages ou d'articles de référence ou si vous connaissez des sites web de qualité traitant du thème abordé ici, merci de compléter l'article en donnant les références utiles à sa vérifiabilité et en les liant à la section « Notes et références ».
Keen Games est un développeur allemand de jeux vidéo basé à Francfort-sur-le-Main. 
La société a été fondée en 2005 par des anciens de Neon Studios.

## Jeux
- Anno 1701 (2007, Nintendo DS)
- Dance Dance Revolution : Édition Disney Channel (2008, PlayStation 2, disponible uniquement en Amérique du Nord)
- Secret Files: Tunguska (2008, Nintendo Wii)
- What's Cooking? with Jamie Oliver (2008, Nintendo DS)
- Secret Files 2: Puritas Cordis (2009, Nintendo DS et Wii)
- Anno : Créez votre monde (2009, Nintendo DS et Wii)
- Virtual Villagers (2009, Nintendo DS)
- Mission G (2009, Nintendo DS et PlayStation Portable)
- TNT Racers (2010,  Wii, Xbox 360, PlayStation 3, PlayStation Portable)
- Sacred 3 (2014, Windows, Xbox 360, PlayStation 3)
- Portal Knights (2016, Windows, Nintendo Switch)
- Enshrouded (2024, Windows, PlayStation 5 et Xbox Series)